# Synagoga Józefa Lewsztajna w Łodzi
Synagoga Józefa Lewsztajna w Łodzi – prywatny dom modlitwy znajdujący się w Łodzi, przy ulicy Benedykta 13.
Synagoga została zbudowana w 1903 roku z inicjatywy Józefa Lewsztajna. Mogła ona pomieścić 30 osób. Podczas II wojny światowej Niemcy zdewastowali synagogę.